# Asteroschema ajax
Asteroschema ajax is een slangster uit de familie Asteroschematidae.
De wetenschappelijke naam van de soort werd in 1949 gepubliceerd door Austin Hobart Clark.